# Merzkirchen
Merzkirchen est une municipalité de la Verbandsgemeinde Saarburg-Kell, dans l'arrondissement de Trèves-Sarrebourg, en Rhénanie-Palatinat, dans l'ouest de l'Allemagne.

## Quartiers
- Merzkirchen
- Körrig
- Südlingen
- Dittlingen
- Rommelfangen
- Kelsen
- Portz